# Angelcorpse
Az Angelcorpse amerikai blackened death metal együttes volt. 1995-ben alakult Kansas City-ben. Pete Helmkamp gitáros alapította, miután előző együttese, az Order from Chaos feloszlott. 1998-ban a floridai Tampába tették át székhelyüket. Többször is feloszlottak már: először 1995-től 2000-ig működtek, majd 2006-tól 2009-ig, végül 2015-től 2017-ig, 2017-ben véglegesen feloszlott a zenekar. Az együttes nevét "Angelcorpse" illetve "Angel Corpse" írásmóddal is szokták használni, Pete Helmkamp szerint azonban egybe kell írni a nevet.

## Tagok
- Pete Helmkamp - basszusgitár, ének (1995-2000, 2006-2009, 2015)
- Gene Palucki - gitár (1995-2000, 2006-2009, 2015)
- Andrea Janko - dob (2016)

## Korábbi tagok
- Tony Laureano - dob (1999-2000)
- Bill Taylor - gitár (1996-1998)
- John Longstreth - dob (1996-1998, 2006-2007)
- Paul Collier - dob (2008)
- Terry "Warhead" - dob (2008-2009)
- Ronnie Parmer - dob (2015-2016)
- Ken Phillips - gitár (1999)

## Diszkográfia
- Hammer of Gods (1996)
- Nuclear Hell (EP, 1997)
- Wolflust (kislemez, 1997)
- Exterminate (1998)
- Winds of Desecration (EP, 1999)
- The Inexorable (1999)
- Iron, Blood and Blasphemy (válogatáslemez, 2000)
- Death Dragons of the Apocalypse (koncertalbum, 2002)
- Of Lucifer and Lightning (2007)